# Werfen
Werfen er en købstadskommune (Marktgemeinde) i den østrigske delstat Salzburg. Den ligger omkring 40 kilometer syd for byen Salzburg og har 3.047 indbyggere (pr. 01.01.2007).

## Geografi
Kommunen ligger i Pongau in delstaten Salzburg mellem Tennen-, Hagengebirge og Hochkönig i Salzachtal. Til det samlede areal på 154 km² hører også landsbyerne Tenneck og Imlau samt Tiersam, Scharten, Sulzau og Wimm.

## Historie
Werfen er et af de ældste markedssteder i Salzburg. Det blev etableret mellem 1190 og 1242. Werfen har også været sæde for en af Salzburgs middelalderlige domstole. Under bønderkrigene 1525/26 blev Werfen indtaget uden modstand af de oprørske bønder, og i 1731/32 blev Werfen heller ikke forskånet for landets store protestantudvisninger. På grund af byens tilhørsforhold til den protestantiske tro, blev 20.000 protestanter efter dekret fra Salzburgs fyrstebiskop forvist, og kong Frederik Vilhelm 1. af Preussen gav flygtningene nyt land i Østpreussen.
Efter opløsningen af det gejstlige fyrstendømme Salzburg kom Werfen, som store dele af det resterende Salzburg i 1816 under østrigsk overherredømme.
Werfen ligger for foden af borgen Burg Hohenwerfen, der går tilbage til det 11. århundrede, som var fæstningsværk for Salzburgs ærkebiskopper. Fæstningen blev delvist ødelagt af en brand i 1931, men blev genopbygget og overgivet til NSDAP den 6. august 1938. Her skulle den under ledelse af Landrat Karl Springenschmied gøres til militær officersskole. Efter 2. verdenskrig blev fæstningen frem til 1987 anvendt som uddannelsessted for den østrigske forbundshær.

## Politik
Werfens byråd består af 19 medlemmer, og det seneste valg fandt sted i 2009. Borgmester er Franz Meißl fra SPÖ. Byrådet er sammensat således:
- SPÖ, 9 mandater
- ÖVP, 6 mandater
- FPÖ, 4 mandater

## Kultur og turisme
Werfen ligger tæt på to store turistattraktioner i Salzburg, og sommerturisme er et vigtigt grundlag for byen. Den ene attraktion er Burg Hohenwerfen, der bl.a. tilbyder rundvisninger, falkoneropvisning, ridderturneringer og middelaldertaffel. Den anden attraktion er Eisriesenwelt, der er verdens største ishuler. Hulerne har årligt omkring 150.000 besøgende.
Andre attraktioner i Werfen er kirken "Zum hl. Apostel Jakobus d. Älteren", der er bygget 1652-57, Kapucinerkirken "Mariahilf" samt den gamle middelalderretsbygning, der er en del af den tidligere distriktsretsbygning i Werfen.